# Trichilogaster
Trichilogaster is een geslacht van vliesvleugeligen uit de familie Pteromalidae. De wetenschappelijke naam van dit geslacht is voor het eerst geldig gepubliceerd in 1905 door Mayr.

## Soorten
Het geslacht Trichilogaster omvat de volgende soorten:
- Trichilogaster acaciaelongifoliae (Froggatt, 1892)
- Trichilogaster arabica Ferrière, 1947
- Trichilogaster channingi (Girault, 1913)
- Trichilogaster esculenta Ferrière, 1947
- Trichilogaster flavivena (Girault, 1931)
- Trichilogaster maideni (Froggatt, 1892)
- Trichilogaster olgae Prinsloo & Neser, 2007
- Trichilogaster pendulae Mayr, 1905
- Trichilogaster signiventris (Girault, 1931)
- Trichilogaster stefani Prinsloo & Neser, 2007